# Bankel Nor
Bankel Nor är en sjö i Danmark.   Den ligger i Haderslev kommun i Region Syddanmark, i den södra delen av landet, 190 km väster om Köpenhamn. Sjön avvattnas genom ett mindre vattendrag till Lilla Bält.